# União Soviética nos Jogos Olímpicos de Inverno de 1968
A União Soviética mandou 74 competidores que disputaram oito modalidades nos Jogos Olímpicos de Inverno de 1968, em Grenoble, na França. A delegação conquistou 13 medalhas no total, sendo cinco de ouro, cinco de prata e três de bronze.